# Itsandra Mdjini
Itsandra Mdjini ist eine Stadt auf Grande Comore in den Komoren. 2012 wurde die Bevölkerung auf 3757 Einwohner geschätzt.

## Geographie
Der Ort liegt an Ostküste der Insel, zusammen mit Itsambouni etwa einen Kilometer nördlich und im Einzugsbereich der Hauptstadt Moroni. Die RN 1 verbindet den Ort mit Samba, Hantsambou und Milembéni weiter nördlich an der Küste. Im Landesinnern, im Osten liegen die Ortschaften Salimani und Maoueni am Hang oberhalb des Ortes. Im Ort gibt es die Moscheen Grande mosquée amadji und Mosquée Kontrodjou.

## Bevölkerung
Die Bevölkerung entstand aus einer Mischung unterschiedlichster Rassen. Als erste siedelten wohl Araber an der Stelle im Laufe der Zeit kamen Schirazis und Bantus dazu. 2012 bestand die Bevölkerung zu fast 40 % aus Jugendlichen.
Haupterwerb im Ort ist die Fischerei und dank des Strandes spielt auch Tourismus zunehmend eine Rolle.
1981 errichteten die Südafrikaner in Itsandra eine Funkabhörstation.

## Klima
Nach dem Köppen-Geiger-System zeichnet sich Singani durch ein tropisches Klima mit der Kurzbezeichnung Af aus.